# Hennepin
Le village de Hennepin est le siège du comté de Putnam, dans l'Illinois, aux États-Unis. Sa population s’élevait à 757 habitants lors du recensement de 2010.